# 金连武
金连武（1945年—），辽宁开原人，满族，中华人民共和国政治人物、全国人民代表大会辽宁地区代表。
毕业于沈阳农学院果树专业。加入中共，担任北方绿色食品股份有限公司董事长，为全国劳动模范。担任第八至第十一届全国人大代表。